# Bendik Singers
Os Bendik Singers foi uma banda quarteto norueguês criado pelo cantor e compositor Arne Bendiksen para participar no Melodi Grand Prix em 1973.
O grupo era constituído por Anne-Karine Strøm, Ellen Nikolaysen e os irmãos Bjørn e Philip Kruse.  Eles interpretaram na final norueguesa a canção "Å for et spill" em Oslo em 17 de fevereiro de 1973, e foram declarados vencedores, ganhando o direito de representar a Noruega no 18.º Festival da Eurovisão Festival Eurovisão da Canção 1973 que teve lugar no Luxemburgo em 7 de abril desse ano.  Antes da final europeia canção foi traduzida para inglês, com palavras e frases noutras línguas europeias e recebeu o título "It's Just a Game". Na noite da final, a canção terminou em 7.º lugar (entre 17 países participantes), a primeira vez em que a Noruega terminou no top 10 daquela competição desde 1966.
No ano seguinte, Strøm venceu o Melodi Grand Prix as como cantora solo com  "The First Day of Love";  no Festival Eurovisão da Canção 1974 e dois anos depois em 1976 com Mata Hari, em ambos esses festivais Strøm terminou em último lugar, tendo sido a única artista a conseguir essa proeza negativa. Nikolaysen representou a Noruega no Festival Eurovisão da Canção 1975 com o tema " Touch my life (with summer)".